# Chevau-légers du Grand-duché de Berg
Die Chevau-légers du Grand-duché de Berg (1807–1808; 1808–1809: Chasseurs à cheval du Grand-duché de Berg, 1809–1812: Lanciers du Grand-duché de Berg, 1812–1813: Chevau-légers lanciers du Grand-duché de Berg) waren ein Regiment leichter Kavallerie aus dem Großherzogtum Berg, zugeteilt der Cavalerie de la Garde impériale in der Napoleonischen Armee.
Aufgestellt wurde das Regiment am 21. Mai 1807 auf Befehl von Joachim Murat, damals als seine persönliche Leibgarde. In Münster aufgestellt, bestand das Regiment aus drei Escadrons zu je zwei Kompanien. Dazu gehörte eine Kompanie Gardes du corps, die 1808 auf eine Escadron verstärkt worden war.

## Aufstellung und Organisation

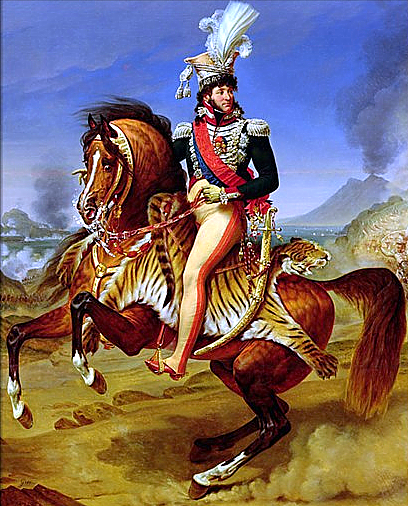
Joachim Murat, Grand-duc de Berg et de Clèves, Schöpfer der Chevau-légers de Berg. Gemälde von Antoine-Jean Gros, vor 1812.

« Le grand-duché de Clèves-Berg, qui avait été conquis par la France révolutionnaire, fut accordé en 1806 par Napoléon à Murat, qui le fit bien entendu entrer dans la Confédération du Rhin, le 12 juillet de la même année. »

„Das Großherzogtum Cleve-Berg, welches vom revolutionären Frankreich erobert worden war, wurde 1806 von Napoléon an Murat übergeben, der es am 12. Juli des gleichen Jahres in den Rheinbund eingliederte.“

« Son contingent était fixé à 5000 hommes dont 4 régiments d’infanterie, 1 régiment de cavalerie, 5 compagnies d’artillerie et 1 détachement de sapeurs mineurs pontonniers. »

„Das Militärkontingent beträgt 5.000 Mann, davon vier Regimenter Infanterie, ein Regiment Kavallerie fünf Kompanien Artillerie und ein Détachement Sappeure, Mineure und Pontonniers (Brückenpioniere).“

Im Jahre 1808 wurde die 1. Escadron, bestehend aus den Gardes du corps, in die Garde impériale eingegliedert und nach Spanien befohlen, um dort Joseph Bonaparte bei seinem Einzug in Madrid zu begleiten.
Die 2. Escadron verblieb bei Murat, als er das Königreich Neapel in Besitz nahm. Am 17. November 1808 wurde die gesamte Einheit in die Garde impériale übernommen.
Die 3. und 4. Escadron waren in Münster geblieben und wurden am 29. August 1808 zur Aufstellung des „Régiment des chasseurs à cheval de Berg“ verwendet.
Das bisherige „Corps des chevau-légers“ wurde am 11. Januar 1809 aufgelöst, die Reiter auf die übrigen Regimenter der Gardekavallerie verteilt.
Am Ende des Jahres 1809 wurden die „Chasseurs à cheval de Berg“ in „Lanciers de Berg“ umbenannt und am 17. Dezember der kaiserlichen Garde zugeteilt.

## Kampfhandlungen
Diese neue Einheit wurde nach Spanien geschickt, wo sie im Kampf gegen die Guerilla und die britischen Streitkräfte eingesetzt wurde.
Am 11. August 1812 stand das Regiment in der 3. Brigade unter Colonel Fortunate Schiazzetti im Gefecht bei Majadahonda.
Im gleichen Jahr bildeten die „Lanciers de Berg“ zusammen mit dem 15e régiment de chasseurs à cheval und der „Légion de gendarmerie à cheval de Burgos“ eine Brigade, die am 23. Oktober des gleichen Jahres beim Gefecht bei Villodrigo eingesetzt wurde. Hier bildete sie den rechten Flügel der französischen Kräfte.
Im März 1812 wurde ein zweites Regiment aufgestellt, das zusammen mit dem 1. Regiment am Russlandfeldzug teilnahm. Dieses 2. Regiment wurde in der Schlacht an der Beresina bei Baryssau nahezu gänzlich vernichtet.
Während des Feldzuges in Deutschland 1813 gehörten die verbliebenen Reiter zur 1. Division der Cavalerie de la Grade impériale unter dem Kommando von Général Philippe Antoine d’Ornano und wurden in der Schlacht um Dresden eingesetzt. Am nächsten Tag wurde das Regiment von gegnerischen Truppen angegriffen und aufgerieben. 169 Mann waren gefallen, zwei Offiziere und 110 Mann gerieten in Gefangenschaft.
In der Völkerschlacht bei Leipzig waren die Reste des Regiments am 16. Oktober in der großen Kavallerieattacke, die von Joachim Murat angeführt wurde, eingesetzt. Dabei hatte die eingesetzte Kavallerie 60 % Verluste zu verzeichnen.
Danach erfolgte keine Wiederauffrischung mehr, die übriggebliebenen Reiter wurden auf die Gardekavallerie verteilt, das Regiment wurde noch im gleichen Jahr aufgelöst.

## Uniformen

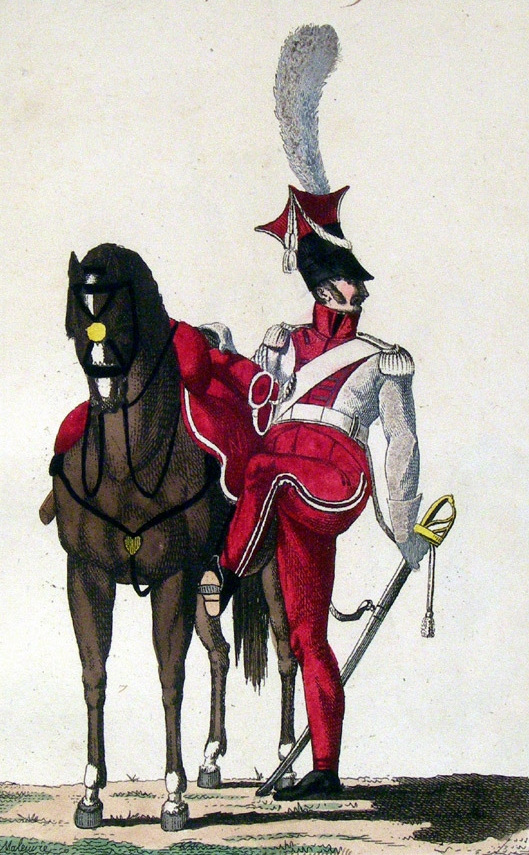
Chevau-léger de Berg in großer Uniform. Zeichnung von François-Nicolas Martinet.

Die Uniformen entsprachen dem polnischen Stil, wurden aber mit jeder Statusänderung modifiziert.

### Chevau-légers
Die große Uniform der Chevau-légers de Berg war im polnischen Stil gestaltet. Die Kopfbedeckung bestand aus einer Tschapka in dunklem Amarantrot mit weißer Bordüre. Die Vorderseite war mit einem goldfarbenen Stirnblech geschmückt. Dazu kamen ein weißer Federstutz sowie ein Behang aus weißer Verschnürung.
Der Uniformrock (Kurtka) war weiß mit amarantrotem Stehkragen, dazu kamen gleichfarbige Brustrabatten – bei Offizieren waren diese mit einer silbernen Borte umrandet, auch waren die Knöpfe mit ebensolchen Litzen verziert. Ebenfalls war der Stehkragen der Offiziere mit einer silbernen Borte verziert. Auf den Schultern befanden sich Epauletten aus weißer Wolle. Mannschaften trugen ein weißes Lederkoppel, Offiziere eine weiße Leibbinde. Das Bandelier war für beide aus weißem Leder. Die lange amarantrote Hose mit Steg war mit doppelten weißen Lampassen ausgestattet. Die Knöpfe waren aus Zinn. An der rechten Schulter wurden Schulterschnüre (Aguilettes) aus weißer Wolle getragen.
Diese Uniform wurde während des Einsatzes der 1. Escadron in Spanien durch eine Felduniform ersetzt. Die Tschapka wurde durch eine dunkelgraue Hülle geschützt (der Federbusch wurde nicht getragen), Kurtka und Hosen waren jetzt ebenfalls grau, lediglich das Lederzeug und die Epauletten blieben weiß. Der hellgraue Mantel wurde gerollt über der rechten Schulter zur linken Hüfte getragen.

### Chasseurs à cheval
Die Kurtka und die Hosen waren jetzt grün mit amarantroten Aufschlägen und Abzeichen. Die Truppe trug jetzt eine schwarze Pelzmütze mit rotem Kolpak.

### Lanciers
Die Uniform blieb gleich, lediglich die Pelzmütze wurde wieder durch die Tschapka ersetzt.

### Chevau-légers lanciers
Die Uniform erfuhr keine Veränderungen.

### Trompeter
Traditionsgemäß trugen die Trompeter ihre Uniform in den entgegengesetzten Farben der Truppe.

## Ausrüstung der Pferde
Die Pferde trugen eine amarantrote Satteldecke mit weißer Umrandung, in der unteren, hinteren Ecke der weiß eingestickte Buchstaben „J“ (für Joachim), darüber eine ebensolche Krone. Das Zaumzeug war aus schwarzem Leder. Der Mantelsack, der hinter dem Sattel aufgeschnallt war, war aus amarantrotem Stoff mit weißer – für Offiziere doppelter – Bordüre um die Stirnseiten.

## Bewaffnung
Es wurde der Säbel der leichten Kavallerie und ein Mousqueton geführt. Dazu kam nach der Eingliederung in die Garde impériale eine Lanze mit rot-weißer Lanzenflagge. Die Lanze folgte dem Muster der Unteroffiziere der Lanciers polonais de la Garde impériale.